# Лаваль-Роксезьер
Лава́ль-Роксезье́р (фр. Laval-Roquecezière, окс. La Val Ròca Cesièira) — коммуна во Франции, находится в регионе Окситания. Департамент — Аверон. Входит в состав кантона Сен-Сернен-сюр-Ранс. Округ коммуны — Мийо.
Код INSEE коммуны — 12125.
Коммуна расположена приблизительно в 570 км к югу от Парижа, в 100 км восточнее Тулузы, в 65 км к югу от Родеза.

## Население
Население коммуны на 2008 год составляло 309 человек.
| 1962 | 1968 | 1975 | 1982 | 1990 | 1999 | 2008 |
| ---- | ---- | ---- | ---- | ---- | ---- | ---- |
| 561  | 656  | 596  | 474  | 391  | 340  | 309  |

## Экономика

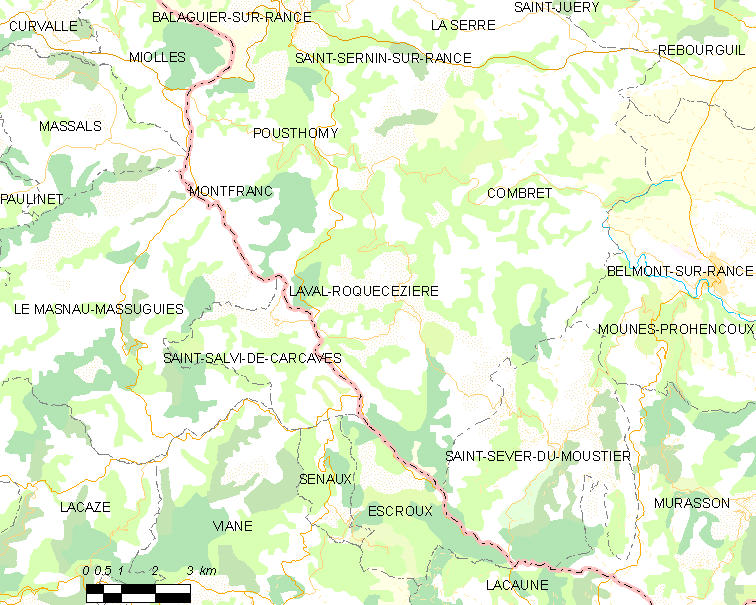
Карта коммуны

В 2007 году среди 172 человек в трудоспособном возрасте (15—64 лет) 120 были экономически активными, 52 — неактивными (показатель активности — 69,8 %, в 1999 году было 60,9 %). Из 120 активных работали 110 человек (63 мужчины и 47 женщин), безработных было 10 (4 мужчины и 6 женщин). Среди 52 неактивных 12 человек были учениками или студентами, 20 — пенсионерами, 20 были неактивными по другим причинам.